# Rohel Briceño
Rohel Antonio Briceño Carpio (ur. 15 marca 1984 w Barinas, Wenezuela) – wenezuelski piłkarz, grający na pozycji obrońcy.

## Kariera klubowa
Karierę piłkarską Briceño rozpoczął w klubie Zamora, gdzie grał w latach 2005–2010. W barwach tego zespołu Briceño rozegrał 65 spotkań i zdobył 4 gole.
W 2010 roku Briceño podpisał kontrakt z Caracas FC. Z tym klubem wywalczył on wicemistrzostwo Wenezueli w sezonie 2011/2012.

## Kariera reprezentacyjna
W reprezentacji Wenezueli Briceño zadebiutował 11 sierpnia 2011 roku w meczu z Hondurasem. Jest to jedyny mecz rozegrany w kadrze przez tego piłkarza.